# Porc de Corse
Le porc corse est une race porcine corse. En langue corse, il porte le nom de Porcu nustrale.

## Origine

### Géographique
Le Porcu nustrale est élevé exclusivement en Corse. En langue corse, son nom signifie « le nôtre ». Il est  présent aussi bien en  Corse-du-Sud qu'en Haute-Corse.
La race Corse se trouve située dans les micro-régions :
- en Corse-du-Sud :
  - dans les Deux-Sorru
  - dans les Deux-Sevi
  - dans le Taravo
  - dans l’Alta Rocca
  - dans le Cruzini
- en Haute-Corse :
  - en Castagniccia
  - dans le Niolo

### Historique

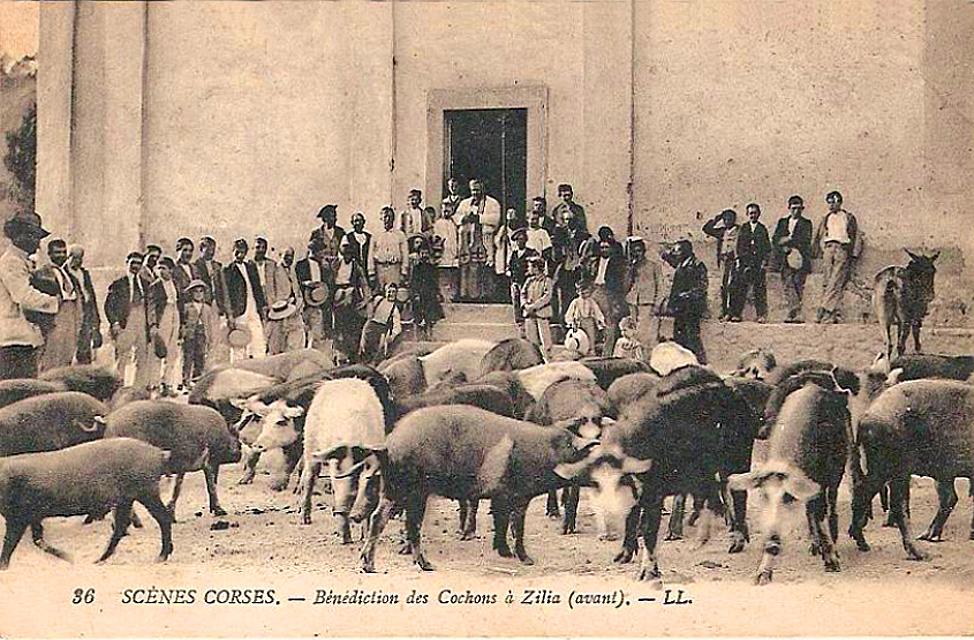
Bénédiction des cochons à Zilia.

Le cochon corse est présent sur l'île depuis des siècles, élevé en plein air à l'état semi-sauvage. Quand la France se tourne vers l'élevage industriel, la Corse perpétue un élevage traditionnel. Dans les années 1960-1990, des métissages avec les races large white, landrace et piétrain ou duroc, éclaircissent ou roussissent la robe noire de nombreux cochons locaux. 
Des éleveurs décident de sauver leur race de l'absorption en cours. En 1996, le registre généalogique est ouvert et en 1998, une association des éleveurs de la race voit le jour, qui voient leurs efforts aboutir par la reconnaissance de celle-ci en 2006. Les effectifs restent toutefois faibles : après être resté stable autour de 2 500 animaux entre 1986 et 2001, la race a connu une chute pour se stabiliser de nouveau autour de 1 270 individus en 2014. Un programme de préservation a été initié.

## Morphologie
Le porc corse porte une couleur noire avec des soies sombres, longues, dures et épaisses. Les animaux comportant trop de blanc ne sont pas admis. La tête est allongée, avec un groin long. Les oreilles sont rapprochées à leur insertion ; elles peuvent être tombantes et couvrir les yeux ou être plus petites et rester horizontales.
Le dos est court et rond. Les pattes sont fines et les sabots durs. Les cuisses sont ovales et plates. La queue assez longue ne fait pas tire-bouchon : elle est terminée par un toupet.
Le mâle adulte mesure 65 cm au garrot pour 220 kg et la femelle 60 cm pour 160 kg. 
La longueur des porcs corse est de 110 à 115 cm 

## Aptitudes

### Élevage

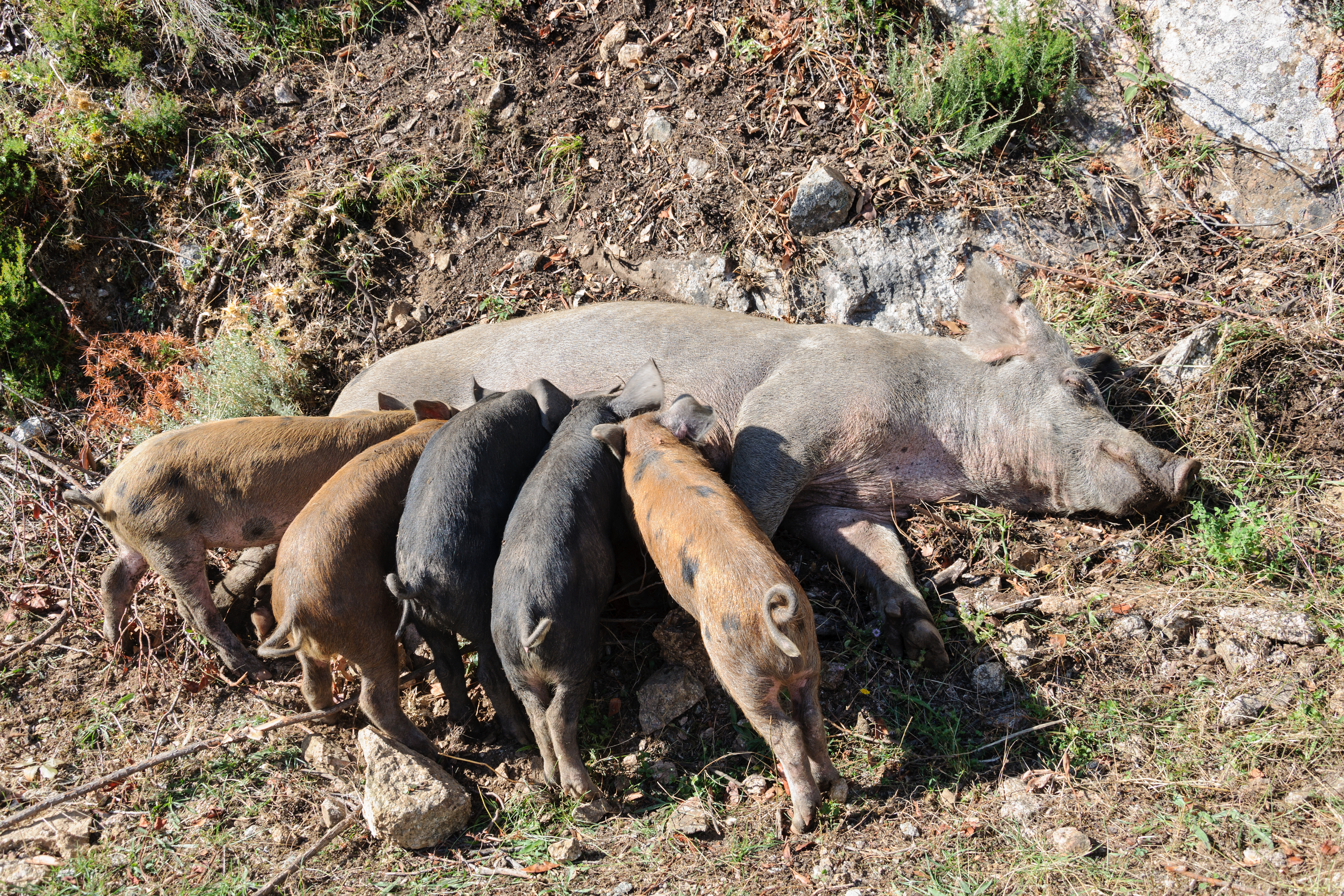
Truie allaittante.

C'est une race très rustique qui supporte l'élevage en plein air, même dans les zones d'altitude de l'île avec un climat contrasté. Sa croissance est lente, les animaux n'atteignant leur poids d'abattage qu'à dix-huit mois. Les animaux effectuent une forme de transhumance, montant en altitude avec l'allongement des jours. Ils se nourrissent de la végétation environnante, herbe et végétaux plus coriaces. À l'automne, ils redescendent se gaver de glands et de châtaignes en forêt. En fonction de la nourriture disponible, ils peuvent être complémentés avec des céréales. Ils sont traditionnellement abattus en hiver.

### Cahier des charges AOC
Élaboré par les éleveurs à partir de leur savoir-faire, le règlement technique du dossier de demande d'AOC prévoit le cahier des charges suivant :

#### Élevage
- Race Nustrale pure , pas de croisement autorisé.
- Élevage  de type extensif maîtrisé (parcours, estive autorisée).
- Poids vif minimum a l'entrée en finition : 75 kg.
- Finition châtaigne ou gland pendant 45 jours minimum.

#### Abattage
- Animaux abattus entre 12 et 36 mois.
- Saison d'abattage du 15 novembre au 31 mars.
- Poids de carcasse entre 85 kg et 140 kg.
- Épaisseur de gras maintenue.

#### Transformation
- Pour le prisuttu, salage par enfouissage, affinage naturel d'au moins 4 mois en conditions ambiantes après séchage 8 à 12 mois , généralement les prisutti sont commercialisés à partir de 18 mois.
- Pour les coppe et lonzi, salage par enfouissage, affinage naturel en conditions ambiantes d'au moins 3 mois pour le lonzi et d'au 5 mois pour les coppe.
- Additifs ou conservateurs interdits, pas d'additif liquide "fumage", pas de sucre.

### Viande
La qualité de la viande de ces porcs leur a permis d'obtenir trois appellations d'origine contrôlée : coppa de Corse, lonzu et prisuttu.

### Nouvelle IGP et sa problématique[8]
En parallèle de l'AOP, une IGP est créée durant l'année 2023, inquiétant certains membres de la filière porcine de l'ile. Ainsi, la finalité de production en Corse ne garantit pas l'emploi d'un porcu nustrale pour une charcuterie dite IGP de Corse. Il y a ainsi des inquiétudes soulevées par ces mêmes opposants à l'IGP sur une confusion à l'encontre des consommateurs.

## Sources